# Pon and Zi
Pon și Zi sunt 2 personaje desenate de Jeff Thomas.

Pon este personajul desenat cu albastru și el este mai apatic și detașat. Zi este personajul desenat cu galben iar el este cel optimist.
Prima apariție a lui Pon & Zi a fost în anul 2007, de atunci a început moda Pon & Zi această modă fiind accentuată și de moda EMO.

## Pon și Zi Benzi Desenate
S-au facut bine înteles și benzi desenate cu cei doi.
Lumea fiind inconjurata de poze si de filmulete pe YouTube cu ei.

## EMO Dolls
Desenele au luat o turnura cam rea, ele au fost considerate de către unii critici păpușelele EMO.

Însa nu este adevarat, dar nu am aflat părerea creatorului lor original Jeff Thomas.

## Pon and Zi: Serialul ( The series )
S-a anunțat pe YouTube că începand cu 30 ianuarie 2010 va fi creată o serie de animați având la baza desenele lui Jeff Thomas, serielul se va numii Pon & Zi: The Series.

Serialul va avea între 1 - 5 minute.